# عبد المحسن الرشيد البدر
عبد المحسن محمد الرشيد البدر (1927 - 29 فبراير 2008) شاعر كويتي. ولد في منطقة القبلة بمدينة الكويت. درس حتى الثانوية فيها ثم حضر عدة دورات تدريبية في الجامعة الأميركية في بيروت، وفي مقر اليونسكو فيها، ثم درس في إنكلترا، وحصل على دبلوم في التربية وعلم النفس. أتقن اللغة الفارسية، فترجم منها وإليها. عمل مدرّسًا مدّة، ثم استقال وتفرّغ للعمل التجاري. له ديوان شعر بعنوان أغاني الربيع 1947.

## سيرته
ولد عبد المحسن محمد الرشيد البدر في سنة 1927 في منقطة القبلة بالكويت. بعد أن درس بالكتّاب مبادئ القراءة والكتابة، وقرأ القرآن سردًا وتلاوة. التحق بالمدرسة القبلية ثم المدرسة المباركية حيث أتم التعليم فيها إلى السنة الثالثة الثانوية، وكان هذا هو آخر مرحلة من التعليم بالكويت آنذاك. حضر عدة دورات تدريبية في الجامعة الأميركية في بيروت وفي مقر اليونسكو هناك، وأتم دراسة التربوية في إنجلترا حيث حصل على دبلوم في التربية وعلم النفس. 

تعلم اللغة الفارسية وقرأ حول الأدب الفارسي، مما هيأ له أن يلقي بعض المحاضرات عن عمر الخيام في إذاعة الكويت، كما مكنه من ترجمة بعض أشعاره إلى اللغة الفارسية، ونشرها في مجلة المسلمون. 

مارس مهنة التدريس في المدرسة الأحمدية عام 1943 حيث مكث بها ثلاث سنوات ونصف، ثم استقال للعمل بالتجارة، ثم عاد إلى التدريس بالمدرسة القبلية عام 1949، ثم عمل وكيلًا لها، ثم مديرًا لإدارة وسائل الإيضاح وقسم السينما المدرسية إلى أن تقاعد عام 1978. 

هو أحد المؤسسين لنادي المعلين 1952، والمحررين لمجلة الرائد، ومؤسس رابطة الأدباء في الكويت وأول أمين عام لها من 1965 حتى عام 1966. مثّل الكويت في كثير من المؤتمرات التربوية في البلاد العربية والأجنبية. حصل على جائزة الدولة التقديرية، التي يمنحها المجلس الوطني للثقافة والفنون والآداب، عن عام 2007. 

توفي في 29 فبراير 2008 في مسقط رأسه.

## مؤلفاته
- أغاني الربيع، ديوان شعر، 1947
- منارات ثقافية كويتية: فهد العسكر والمرأة، صقر الشيب العزلة والاغتراب، عبد الله سنان شاعر البسطاء، 2009